# Baia, Suceava
Baia (maghiară Moldvabánya, germană Stadt Molde sau Moldenmarkt, latină Civitas Moldaviae) este satul de reședință al comunei cu același nume din județul Suceava, Moldova, România. Prima capitală a Principatului Moldova, în Evul Mediu a fost unul din principalele centre urbane ale Moldovei, distrus în Bătălia de la Baia (1467). Până în 1950 a fost centru de plasă în județul Baia.

## Istoric

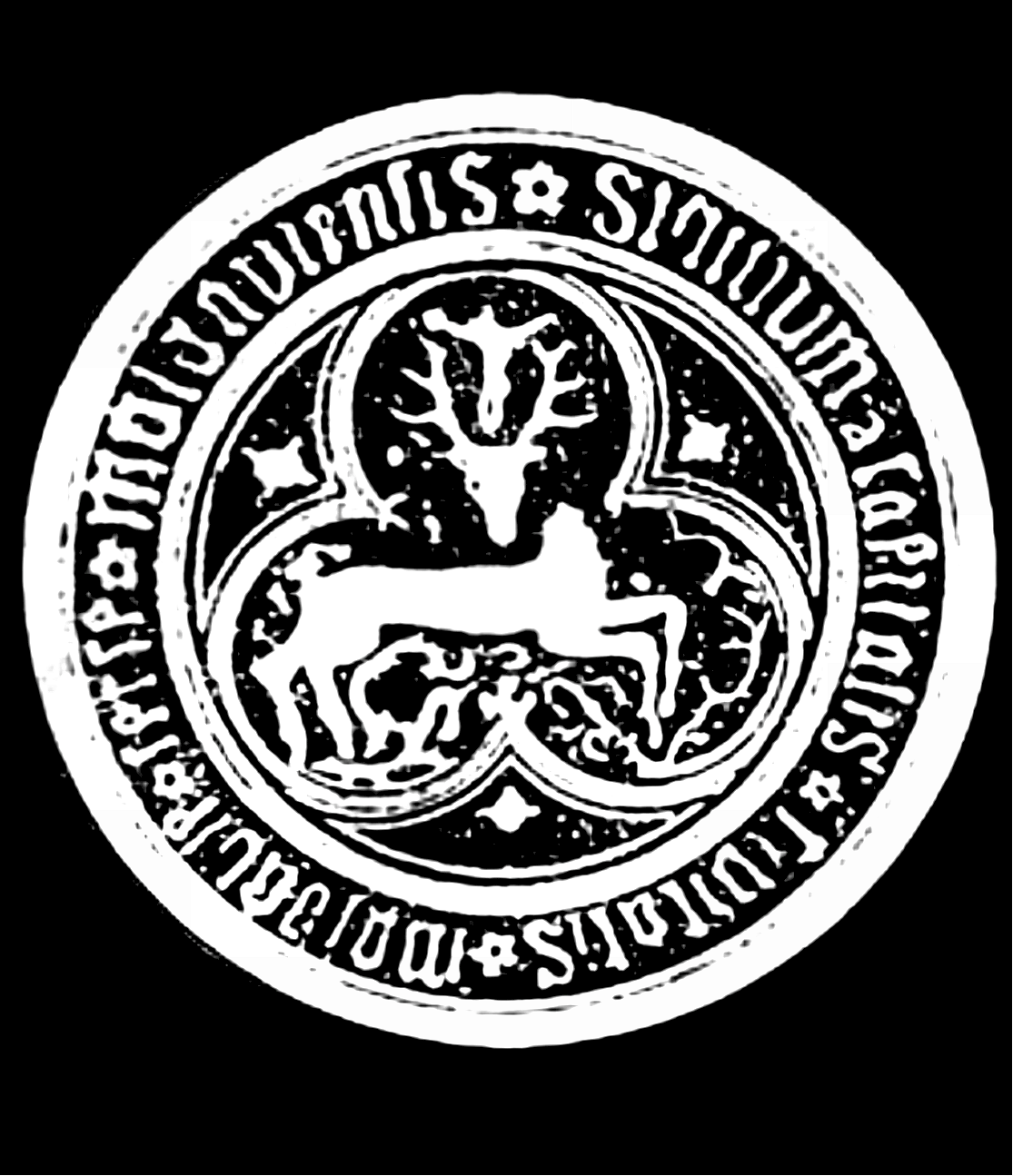
Sigiliul orașului Baia

O locuință de aproximativ 92 mp din prima fază a perioadei pre-Cucuteni datând din 5200-5100 Î.Hr. a fost descoperită de arheologi în Baia.
După unii istorici, printre care și Ion Nistor, Baia exista ca așezare medievală închegată de pe la leatul 1200, sau, după Carol Auner și M. Lepădatu, din prima jumătate a veacului al XIII-lea. În epoca modernă a fost reședința județului cu același nume. Astăzi, comuna Baia, aflată la 8 km de Fălticeni, face parte din județul Suceava.
Localitatea, situată pe râul Moldova, apare în documentele scrise în latină cu denumirea de Civitas Moldaviae, fiind cunoscută în trecut, pe românește, și sub numele de Târgul Moldovei. În izvoarele istorice germane variantele sunt: Stadt Molde, Molda, Mulda sau Moldenmarkt.
Orașul a fost populat de sașii transilvăneni care au trecut în Moldova înainte și după Marea invazie mongolă din 1241. O inscripție latină din 1209 atestă întemeierea săsească a localității. De la această comunitate, precum și de la cea maghiară, au rămas două biserici catolice (Biserica Sf. Petru și Pavel, și Catedrala Catolică din Baia), astăzi prima fiind neidentificabilă topografic, iar a doua fiind în ruină. De la Baia, reședința țării se crede că s-a mutat temporar la Siret, apoi a fost atestată la Suceava și apoi la Iași.
Pentru sensul vechi al toponimului Baia, cea mai sugestivă denumire e cea din documentele maghiare, Moldvabánya, tradusă „Mina Moldovei”, fiindcă în maghiară bánya înseamnă „mină”, dar și "bănie", centrul administrativ al unui șef local sau ban. Traducerea nu se referă strict la activitatea de minerit subteran, ci și la obținerea metalelor prețioase prin decantare, adică „spălarea” aurului de către „băieși”.
Vestigii din epoca metalelor și din cea prefeudală arată o continuitate neîntreruptă de viețuire. Cercetările arheologice atestă o viață urbană în veacul al XIV-lea. Într-un document din 1339 Baia trecea drept „cel mai mare oraș de la est de Carpați”. Pecetea cetății reprezintă un cerb, precum și imaginea lui Cristos răstignit între coarnele cerbului (evocare a legendei sfântului Eustațiu, preluată în cea a sfântului Hubertus), cu inscripția: "Sigiliul orașului Moldavia, capitala Țării Moldovenești". În veacurile XIV-XVI Baia a fost unul dintre orășelele medievale cele mai dezvoltate din Principatul Moldovei.

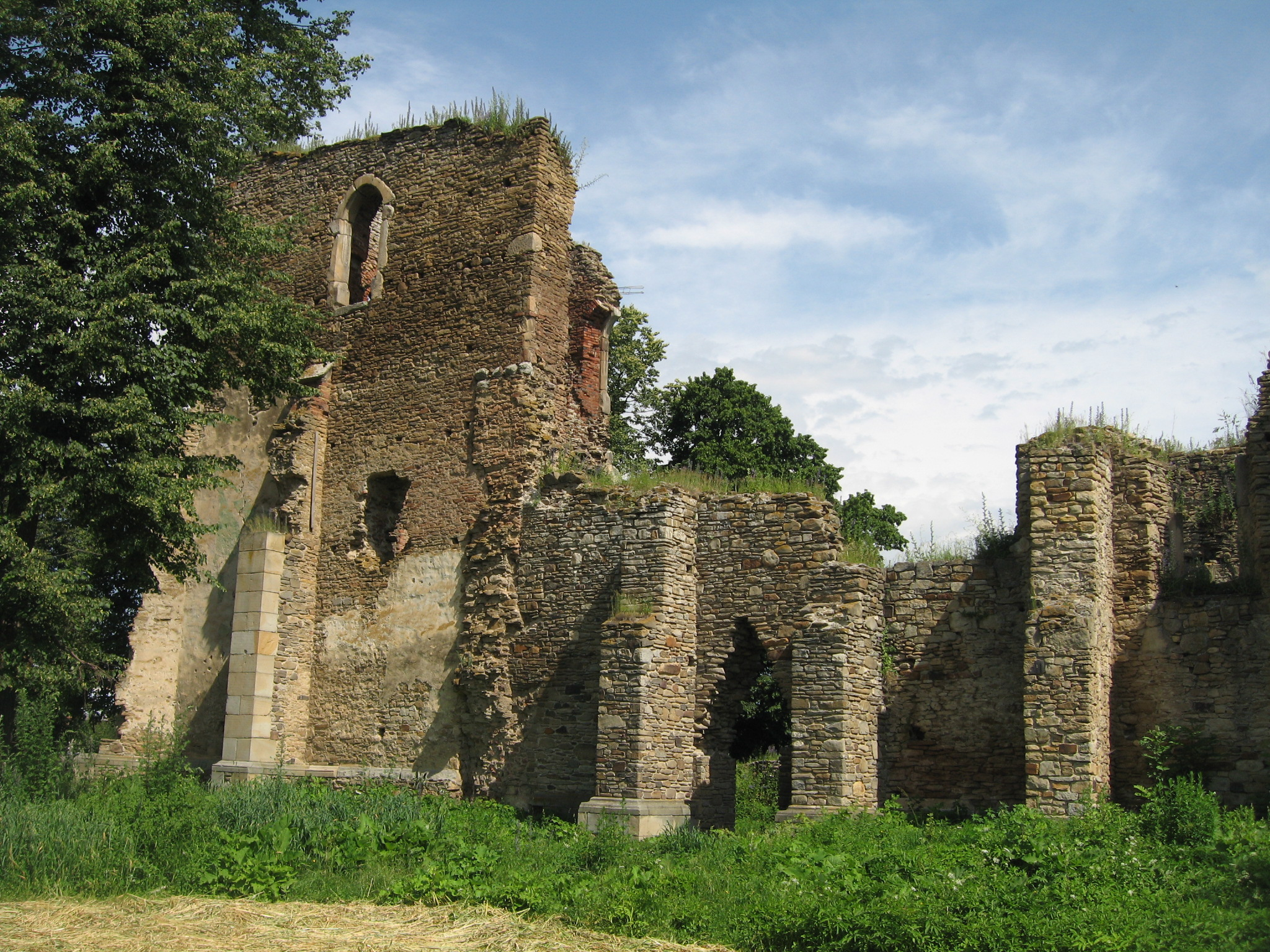
Ruinele catedralei catolice din Baia (încep. sec. al XV-lea)

Baia nu a fost doar prima cetate de scaun a Moldovei ci și un foarte important centru religios. În veacul al XIII-lea misionari dominicani au ridicat aici o biserică, iar în 1337 e amintită într-un document și o biserică franciscană, construită de sași. În anul 1410, din porunca voievodului Alexandru cel Bun, s-a început ridicarea catedralei catolice, cea mai mare din Moldova de atunci, ale cărei impresionante ruine se văd și astăzi. Din 1420 Baia a fost și reședința unei episcopii catolice, desființată, poate, după lupta din 14-15 decembrie 1467, Bătălia de la Baia, unul dintre cele mai însemnate evenimente din viața orașului, unde oștile lui Ștefan cel Mare le-au zdrobit pe cele ale regelui ungar Matia Corvin. Au pierit peste 12.000 de oameni, și, scrie cronicarul Grigore Ureche, „singur craiul, rănit de săgeată foarte rău, deabea au hălăduit pe poteci, de-au ieșit în Ardeal.” Cu acel prilej orașul a fost distrus, după care a fost reclădit casă cu casă, stradă cu stradă, reluându-și întreaga activitate. La leatul (anul) 1561, pentru încurajarea negoțului, voievodul Alexandru Lăpușneanu stabilea aici patru iarmaroace pe an: la 13 martie, 29 iune, 8 septembrie și 14 octombrie.

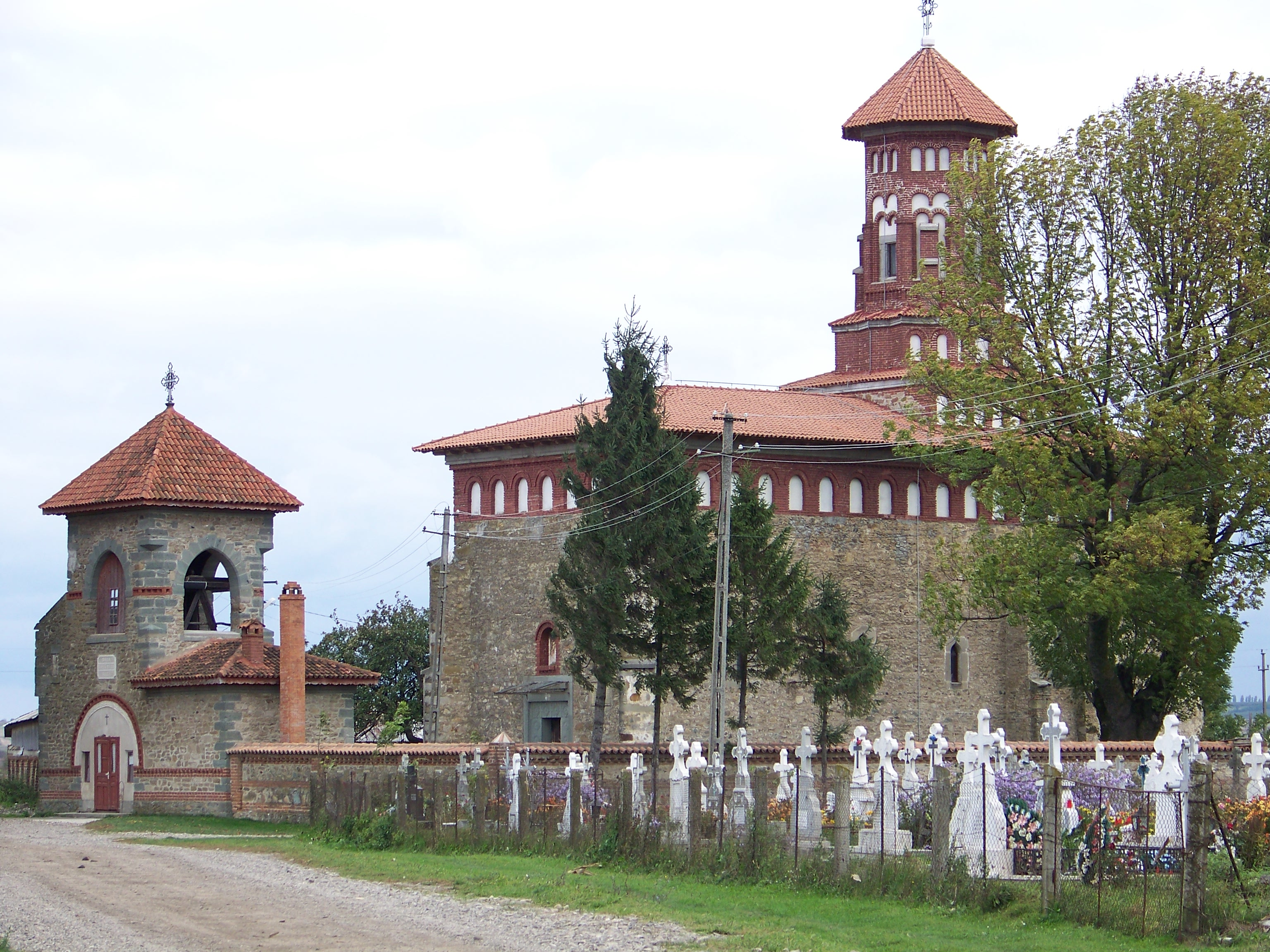
Biserica Albă din Baia

În afara ruinelor ce amintesc de ctitoria lui Alexandru cel Bun, înălțată pentru doamna lui, Margareta, un monument istoric de primă mână este Biserica Sfântul Gheorghe, ctitorie atribuita lui Ștefan cel Mare, în urma victoriei asupra regelui Matia (a se vedea „Bisericile moldovenești din sec XVI-XVIII” de G. Balș). I se spune și Biserica Albă, probabil fiindcă nu a fost zugrăvită niciodată. S-ar zice că e doar o întâmplare, dar nici Putna, cea mai mare ctitorie a lui Ștefan, nu a fost pictată. Despre Putna, cronicarul Ion Neculce scrie, din auzite: "mai mult poleită decât zugrăvită". În acest sens, enigmele sporesc odată cu cele două deshumări ale lui Ștefan cel Mare, pe vremea ocupației habsburgice, când s-a descoperit că voievodul fusese înmormântat pe 13 drugi de fier, cu capul tăiat, sprijinit pe cărămizi, și fără sicriu.
Baia mai adăpostește un frumos monument istoric, Biserica „Adormirea Maicii Domnului”, ctitorie a lui Petru Rareș, din 1532. Portretul votiv îl reprezintă pe ctitor, Petru Rareș, împreună cu doamna Elena și un fiu, poate Iliaș.

## Obiective turistice
- Biserica Albă din Baia - ctitorie atribuită lui Ștefan cel Mare, probabil după bătălia din 14-15 decembrie 1467 cu Matei Corvin
- Biserica Adormirea Maicii Domnului din Baia - ctitorită de Petru Rareș în 1532
- Catedrala Catolică din Baia - ridicată în anul 1410, din porunca voievodului Alexandru cel Bun, astăzi în ruine

## Personalități
- Mihai Gafița (1923-1977) - scriitor; născut la Baia
- Nicolae Stoleru (1878-1916) - învățător la Școala din Baia (1904-1916), întemeietorul Cercului "Deșteptarea Sătenilor", al foii "Vestitorul Satelor", Caselor de Sfat și Cetire și Asociației Învățătorilor din județul Baia; mort eroic în luptele din Munții Călimani

## Legături externe
- Biserica Adormirea Maicii Domnului - Baia, 22 august 2012, CrestinOrtodox.ro
- Biserica lui Petru Rareș din Baia la 1900[nefuncțională]
, 16 aprilie 2011, Ziarul Lumina
- Biserica lui Ștefan cel Mare de la Baia, la 1900[nefuncțională]
, 11 ianuarie 2011, Adrian Nicolae Petcu, Ziarul Lumina